# Consorzio Autolinee Pratesi
Consorzio Autolinee Pratesi - CAP s.c.a.r.l. è stata una società consortile a responsabilità limitata, nata nel marzo 2005, che ha gestito il trasporto pubblico locale nella città di Prato e provincia, e in alcune zone limitrofe. 
Il socio unico consortile era CAP Società Cooperativa s.r.l. In precedenza anche L.A. F.lli Lazzi S.p.A.

## La società
CAP s.c.a.r.l. ha gestito il trasporto pubblico urbano e interurbano nella provincia di Prato ed in alcune aree della provincia di Pistoia, città metropolitana di Firenze e della città metropolitana di Bologna.
Dal 1 gennaio 2018 CAP s.c.a.r.l. gestisce operativamente il servizio automobilistico di TPL nel Bacino territoriale di Prato in attuazione del contratto ponte 2018-2019 tra Regione Toscana e la società ONE scarl, di cui la stessa fa parte.
Dal 1º novembre 2021, la gestione del trasporto pubblico urbano è passato alla multinazionale RATP, tramite la controllata Autolinee Toscane, risultante vincitrice di un precedente appalto indetto dalla Regione Toscana.

## Servizi di trasporto offerti

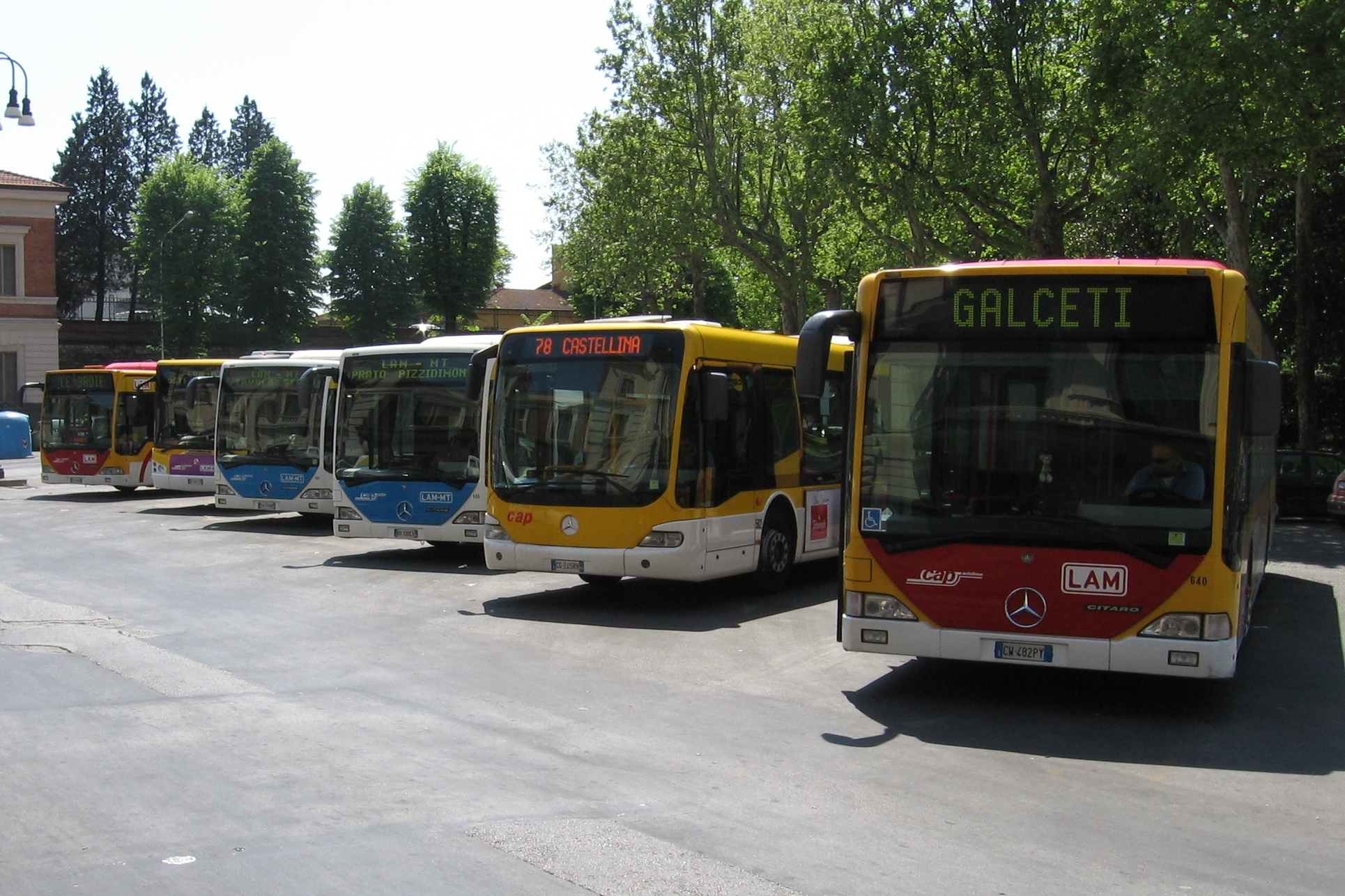
Autobus in attesa in piazza della stazione centrale di Prato

### Servizio urbano di Prato
| Linea | Percorso                                                                                   |
| ----- | ------------------------------------------------------------------------------------------ |
| 1+    | Centro Pecci-Ferrucci-Stazione Centrale-Centro Città-Via Filzi-San Paolo-Maliseti-Ospedale |
| 2+    | Santa Lucia-Galceti-Stazione-Grignano-Le Badie-San Giorgio-Paperino-San Giusto             |
| 3+    | Stazione Centrale-Centro Città-Piazzale Nenni-Ospedale-Galciana                            |
| 4     | Mezzana-Stazione FS Prato Centrale-Calenzano                                               |
| 5     | Servizio Scolastico Prato-Calenzano-Legri                                                  |
| 9     | Stazione Centrale-Prato Centro-San Giusto-Iolo                                             |
| 10    | Palazzetto-Maliseti-Narnali-Ospedale-Tobbiana-Iolo                                         |
| 11    | Pizzidimonte-Stazione-Ciardi-La Castellina-Chiesanuova                                     |
| 12    | Figline-Prato Centro-Casale                                                                |

### Servizio extraurbano
| Linea | Percorso |
| ----- | --- |
| 206   | Prato Tribunale-Capalle-La Villa-Campi Bisenzio-Indicatore                                                   |
| 207   | Prato-Chiesanuova-Montemurlo-Oste-Montale-Agliana                                                            |
| 208   | Montemurlo-Oste-Montale FS/Agliana                                                                           |
| 209   | Oste-Bagnolo-Montemurlo-La Rocca                                                                             |
| 210   | Prato-Poggio a Caiano-Seano-Carmignano-Comeana-Signa FS-Lastra a Signa-Montalbano                            |
| 212   | Prato-Campi Bisenzio-(Firenze T2 Guidoni)                                                                    |
| 213   | Poggio a Caiano-Indicatore-San Donnino-Firenze T2 Guidoni                                                    |
| 214   | Prato-Vaiano-Migliana-Castiglione dei Pepoli-San Quirico di Vernio-Luciana-Cavarzano-Sant'Ippolito-Luicciana |
| R1    | Prato-Firenze T2 Guidoni via A11                                                                             |

## Biglietterie aziendali
La società disponeva di due grandi biglietterie aziendali a Prato in Piazza della Stazione centrale e a Firenze in Largo Alinari.

## Parco aziendale
Nel 2005, la flotta era costituita da 77 autobus urbani, 11 suburbani e 102 interurbani.
Nel 2019 la flotta era costituita da:
|                     | Numero mezzi |
| ------------------- | ------------ |
| Autobus urbani      | 88           |
| Autobus suburbani   | 8            |
| Autobus interurbani | 113          |

## Prezzo biglietto urbano
1,70 € valido 70 minuti